# Zuiveringsschap De Donge
Het Zuiveringsschap De Donge was een waterschap dat werd opgericht, speciaal om de watervervuiling in de Donge en haar zijrivieren te bestrijden.
Watervervuiling in de Donge speelde al sinds het begin van de twintigste eeuw. Deze werd vooral veroorzaakt door leerlooierijen uit de omgeving van Gilze-Rijen, die op de Donge en haar zijtakken loosden. Nadat meerdere malen vergeefs getracht werd om bestuurlijk tot een oplossing te komen, speelde in 1948 de vervuiling en de stank weer op. Toen bleek dat de twee betrokken waterschappen, De Donge en De Beneden-Donge, niet wilden fuseren, werd door Provinciale Staten van Noord-Brabant op 24 januari 1950 besloten tot oprichting van een speciaal waterschap voor de waterzuivering. Dit waterschap wilde aanvankelijk het vervuilde water afvoeren naar de Amer, maar door de Deltawerken was hoge waterkwaliteit van de Amer belangrijk. Uiteindelijk werd besloten tot het bouwen van een waterzuiveringsinstallatie. De uiteindelijke realisatie werd gedaan door het waterschap West-Brabant, waarin het zuiveringsschap in 1970 opging. Tegenwoordig valt het gebied onder het Waterschap Brabantse Delta.